# Бадаев, Алексей Егорович
Алексе́й Его́рович Бада́ев (4 [16] ноября 1883, Большое Юрьево, Орловская губерния — 3 ноября 1951, Москва) — российский политический и общественный деятель, советский партийный и государственный деятель, по первой профессии — слесарь.

## Биография
Родился 4 (16) ноября 1883 года в деревне Юрьево Карачевского уезда Орловской губернии (ныне — Большое Юрьево, Хотынецкий район, Орловская область) в крестьянской семье. В 1903 году приехал в Санкт-Петербург, где поступил чернорабочим на Александровский завод. Впоследствии работал слесарем на Александровском заводе и в Главных вагонных мастерских Николаевской железной дороги. В 1904 году вступил в РСДРП. Участвовал в революции 1905—1907 годов, стал одним из признанных руководителей большевистской организации завода. Активный деятель Союза металлистов.
В 1912 году был избран в IV Государственную думу от рабочей курии Петербургской губернии, член большевистской фракции. Выезжал за границу для участия в партийных совещаниях в Кракове и Поронино, где встречался с Лениным. В 1912—1913 годах, по предложению В. И. Ленина, являлся официальным издателем газеты «Правда». Бадаев вспоминал: «Владимир Ильич не только руководил всей фракцией в целом, но и помогал каждому депутату в его работе». C апреля по ноябрь 1914 года — член ЦК РСДРП(б).
В ноябре 1914 года был арестован в числе других депутатов-социалистов и сослан на вечное поселение в Сибирь, Туруханский край, где продолжал революционную работу. Вернулся в Петроград после Февральской революции и был избран от большевиков в Петроградскую городскую думу.
Участник Октябрьской революции в Петрограде. Председатель избирательной комиссии по первым после революции выборам в Петроградскую городскую думу, состоявшимся 29 ноября 1917 года. Как член РСДРП(б) с поставленной перед ним политической задачей справился: по результатам выборов большевики беспрецедентно увеличили своё представительство в Петроградской городской думе с 67 до 188 мандатов из 200. После революции возглавлял органы продовольственного снабжения Петрограда.
В первой половине 1920-х годов работал заместителем председателя Петроградского (Ленинградского) губисполкома.
С 1922 года — кандидат в члены ЦК РКП(б).

В 1925—1951 годах — член ЦК ВКП(б).

С 1930 года — председатель Центросоюза.

С 1931 года — Московского союза потребительских обществ.

С октября 1935 по август 1937 года — замнаркома пищевой промышленности СССР.

В 1937—1938 годах — нарком пищевой промышленности РСФСР.

С 1938 года заместитель председателя Мосгорисполкома.

В 1938—1944 годах — председатель Президиума ВС РСФСР и заместитель председателя Президиума ВС СССР.
Бадаев, склонный к алкоголизму, в 1943 году дискредитировал себя недостойным поведением в ходе государственного визита в Монголию и Туву. В связи с этим 6 апреля того же года Политбюро ЦК ВКП(б) приняло решение об отстранении Бадаева от должности (исполняющим обязанности председателя Президиума ВС РСФСР был назначен И. А. Власов). В решении, в частности, говорилось:
ЦК ВКП(б) стали известны факты безобразного поведения т. Бадаева во время пребывания его в качестве председателя делегации СССР на празднествах Монгольской Народной Республики и в Тувинской народной республике, порочащие его как председателя Президиума Верховного Совета РСФСР и члена ЦК ВКП(б). Бадаев во время пребывания в Монгольской и Тувинской народных республиках беспробудно пьянствовал. Бадаев, будучи пьяным, терял чувство всякого личного достоинства и в своём антиморальном поведении опускался до того, что неоднократно приставал к женщинам и требовал, чтобы «доставили ему баб» для разврата.
 4 марта 1944 года освобождён от занимаемой должности постановлением 5-й сессии Верховного Совета РСФСР I созыва.
После отстранения от должности был назначен руководителем треста Главпиво (1943—1951).
Умер 3 ноября 1951 года. Похоронен в Москве на Новодевичьем кладбище (участок № 3).
Автор книги «Большевики в Государственной думе. Воспоминания» (1929), неоднократно переизданной и переведённой на многие иностранные языки.

## Награды
- три ордена Ленина (11.5.1933, 16.02.1943; ?)
- орден Трудового Красного Знамени (№513 от 01.08.1936) — за «перевыполнение пищевой промышленностью годового государственного плана 1935 г., а также за успешно проводимую работу по улучшению качества изделий предприятиями Народного Комиссариата Пищевой Промышленности»
- медали

## Память
- Именем А. Е. Бадаева в 1934 году был назван московский Трёхгорный пивоваренный завод.
- Именем А. Е. Бадаева в 1937 году был назван комплекс складских помещений, находившийся между современными Московским проспектом, Черниговской и Киевской улицами в Ленинграде[6].
- Именем А. Е. Бадаева в 1937 году был назван хлебозавод №6 в Ленинграде[7].
- Бюст А. Е. Бадаеву установлен земляками в Хотынце Орловской области перед ПУ-14.
- В Санкт-Петербурге есть улица Бадаева.
- В посёлке Шушары Пушкинского района Санкт-Петербурга есть 1-й, 2-й и 3-й Бадаевские проезды.
- В посёлке Красный Бор Тосненского района Ленинградской области есть Бадаевская улица и Бадаевский переулок.
- В 1966 году вышел фильм «Ленин в Польше», в котором роль А. Е. Бадаева исполнил Андрей Петров.